# الجذماء آل هقاش (ماهلية)

تعديل مصدري - تعديل

الجذماء آل هقاش هي إحدى قرى عزلة قانية بمديرية ماهلية التابعة لمحافظة مأرب، بلغ تعداد سكانها 118 نسمة حسب تعداد اليمن لعام 2004.